# چسب چشم
چسب چشم (به انگلیسی: Eyepatch) چسب کوچکی است که جلوی یک چشم بسته می‌شود. این ممکن است یک تکه پارچه‌ای باشد که به دور سر توسط یک باند الاستیک یا توسط یک رشته، یک باند چسبی یا یک وسیله پلاستیکی متصل شده است که به یک جفت عینک بسته می‌شود. اغلب توسط افراد برای پوشاندن چشم از دست رفته، عفونی یا آسیب‌دیده استفاده می‌شود، اما در کودکان برای درمان آمبلیوپی نیز کاربرد درمانی دارد. چسب‌های چشمی که برای جلوگیری از نور هنگام خواب استفاده می‌شوند ماسک خواب نامیده می‌شوند.
چشم‌بند (به انگلیسی: Eyepad) یک پانسمان نرم پزشکی است که می‌توان آن را روی چشم قرار داد تا از آن محافظت کند. لزوماً شبیه چسب چشمی نیست.